# フォンタニゴルダ
フォンタニゴルダ(イタリア語: Fontanigorda)は、イタリア共和国リグーリア州ジェノヴァ県にある、人口約300人の基礎自治体（コムーネ）。

## 地理

### 位置・広がり

#### 隣接コムーネ
隣接するコムーネは以下の通り。
- ファーシャ
- モンテブルーノ
- レッツォアーリオ
- ロヴェーニョ

### 地震分類
イタリアの地震リスク階級 (it) では、3 に分類される
。

## 行政

### 分離集落
フォンタニゴルダには、以下の分離集落（フラツィオーネ）がある。
- Barcaggio, Borzine, Canale, Casone di Canale, Casoni, Cerreta, Due Ponti, Mezzoni, Reisoni, Vallescura, Villanova, Volpaie

## 姉妹都市
- Saint-Maime、フランス